# Hemiasterella aristoteliana
Hemiasterella aristoteliana är en svampdjursart som beskrevs av Voultsiadou-Koukoura och van Soest 1991. Hemiasterella aristoteliana ingår i släktet Hemiasterella och familjen Hemiasterellidae. Inga underarter finns listade i Catalogue of Life.